# エド・ウッドワード
エドワード・ガレス・ウッドワード（英語: Edward Gareth Woodward 1971年11月9日 - ）は、イギリス・チェルムスフォード出身の実業家。プレミアリーグ・マンチェスター・ユナイテッドのCEOを務めた。

## 来歴
2013年より2021年末頃までイングランド･プレミアリーグのマンチェスター・ユナイテッドのCEOを務めた。やり手の元銀行員ということで経営手腕を発揮していたが、就任当初は移籍市場での拙い動きから強化担当としての手腕に疑問を投げかけられていた。しかし、就任からシーズンを追うごとに傑出した営業利益だけでなく、移籍市場での立ち回りにおいても急速な成長をアピールし、次第にその能力が高く評価されていったが、近年ではオーナーのグレイザーファミリーらとともに、彼らによるクラブでの補強方針には疑問の声が上げられた 。